# Théry Schir
Théry Schir (Lausana, 18 de febrer de 1993) és un ciclista suís que combina tant la pista com el ciclisme en carretera. Actualment milita a l'equip Team Vorarlberg.

## Palmarès en pista
- 2011
  -  Campió d'Europa júnior en Madison (amb Stefan Küng)
  -  Campió de Suïssa de Persecució per equips
- 2012
  -  Campió de Suïssa de Madison (amb Cyrille Thièry)
- 2013
  -  Campió d'Europa sub-23 en Persecució per equips (amb Tom Bohli, Frank Pasche i Stefan Küng)
- 2014
  -  Campió d'Europa sub-23 en Persecució per equips (amb Tom Bohli, Frank Pasche i Stefan Küng)
  -  Campió de Suïssa d'Òmnium
- 2015
  -  Campió d'Europa sub-23 en Òmnium
  -  Campió d'Europa sub-23 en Madison (amb Frank Pasche)

## Palmarès en ruta
- 2013
  - 1r al Tour de Nova Caledònia i vencedor d'una etapa
- 2014
  -  Campió de Suïssa sub-23 en contrarellotge
- 2015
  -  Campió de Suïssa sub-23 en contrarellotge